# Entrance (album)
Albums de Edgar Winter
Edgar Winter's White Trash
(1971)
Entrance est le premier album de Edgar Winter sorti en 1970.

## L'album
Entrance est le premier album d'Edgar Winter. Auparavant celui-ci accompagnait son frère Johnny.
 Seul album enregistré avec des musiciens de sessions. Quelques mois après, il formera son premier groupe, le Edgar Winter's White Trash.

## Personnel
- Edgar Winter : Chant, orgue, piano, célesta, saxophone alto, production
- Randal Dolanon : Guitare
- Gene Kurtz : Basse
- Jimmy Gillen : Batterie
- Ray Alonge - Cuivres
- Earl Chapin - Cuivres
- Brooks Tillotson - Cuivres
- Paul Gershman - Cordes
- Emanuel Green - Cordes
- Gene Cahn - Cordes
- Ralph Oxman - Cordes
- Russel Savkus - Cordes

Sur Tobacco Road :
- Edgar Winter : Orgue, saxophone alto, chant, production
- Johnny Winter : harmonica, guitare, chant
- Tommy Shannon : basse
- "Uncle" John Turner : batterie
- Ingénieurs : Roy Segal, Stu Romain.

## Les titres
Tous les titres sont de Edgar et Johnny Winter sauf indications contraires. 
1. Entrance - 3 min 29 s
2. Where Have You Gone - 2 min 40 s
3. Rise to Fall - 4 min 04 s
4. Fire and Ice - 6 min 53 s
5. Hung Up - 3 min 00 s
6. Back in the Blues - 2 min 18 s - (E. Winter)
7. Re-Entrance - 2 min 28 s
8. Tobacco Road - 4 min 07 s  - (John D. Loudermilk)
9. Jump Right Out - 4 min 20 s
10. Peace Pipe - 4 min 40 s - (E. Winter)
11. A Different Game - 5 min 02 s
12. Jimmy's Gospel - 4 min 41 s - (E. Winter)

## Informations sur le contenu de l'album
- Tobacco Road est une chanson de John D. Loudermilk de 1960 popularisée en 1964 par les Nashville Teens.
- Sur Tobacco Road, les musiciens sont, outre Edgar Winter, Johnny Winter (guitare), Tommy Shannon (basse) et "Uncle" John Turner (batterie).